# 图赖讷地区欧祖埃尔
图赖讷地区欧祖埃尔（法語：Auzouer-en-Touraine，法語發音：[ozwɛʁ ɑ̃ tuʁɛn] ⓘ）是法国安德尔-卢瓦尔省的一个市镇，位于该省东北部，属于图尔区。该市镇总面积34.05平方公里，2009年时的人口为2020人。

## 人口
图赖讷地区欧祖埃尔人口变化图示